# Karin Metze
Karin Metze (-Ullbricht après mariage),  née le 21 août 1956 à Meißen (RDA), est une rameuse d'aviron est-allemande. 

## Carrière
Elle est sacrée championne olympique de huit aux Jeux olympiques de 1976 de Montréal et aux Jeux olympiques de 1980 à Moscou.
Elle est aussi championne du monde de huit en 1977, vice-championne du monde en 1979 et troisième en 1983.